# Doodstraf in Zuid-Afrika
Zuid-Afrika kende de doodstraf als zwaarste straf tot de afschaffing in 1995. De doodstraf werd voltrokken door middel van ophanging. 
Steun voor de doodstraf in Zuid-Afrika was en is grotendeels raciaal verdeeld: blanke inwoners waren (en zijn) grotendeels voorstander van de doodstraf, terwijl de zwarte bevolking voor het grootste deel tegenstander was en is. Omdat ten tijde van de apartheid de zwarte bevolkingsgroep grotendeels uitgesloten was van het bekleden van posities in de rechterlijke macht, zagen veel zwarten zichzelf als slachtoffer van het rechtssysteem en van de doodstraf in het bijzonder.
Al tijdens de laatste jaren van het apartheidsregime werd de roep om afschaffing van de doodstraf groter. Hiervoor waren twee belangrijke redenen. Allereerst was er steeds meer nationale en internationale druk de apartheid af te schaffen en in het verlengde daarvan alles wat met de apartheid geassocieerd werd. Een zaak die veel internationale aandacht kreeg was die van de Sharpeville Six, waarbij zes zwarte inwoners van een township ter dood veroordeeld werden wegens betrokkenheid bij de moord op een zwarte politieagent, hoewel bleek dat de zes zelf geen directe betrokkenheid hadden bij de dood van de agent en zich enkel in de menigte bevonden die de agent had omgebracht. Pas de dag voordat het vonnis zou worden voltrokken, werd dit omgezet in een gevangenisstraf. Een tweede aanleiding was de sterke stijging van het aantal opgelegde doodstraffen in de jaren 80, wat weer een gevolg zou zijn van de sterk gestegen criminaliteit in die jaren. Tegenstanders van de doodstraf beweerden dat het belangrijkste doel van de doodstraf, het afschrikken van potentiële misdadigers, niet werkte omdat volgens hen was aangetoond dat de criminaliteit net zo hard steeg als het aantal opgelegde doodvonnissen. 
In 1990 werd een moratorium op de doodstraf ingesteld. Deze werd in 1993 opgeheven, maar er volgden geen nieuwe executies meer. Een jaar na het afschaffen van de apartheid werd de doodstraf afgeschaft. Een decennium na het afschaffen van de doodstraf gingen er stemmen op om de doodstraf weer in te voeren. Dit heeft te maken met de explosief gestegen criminaliteit in Zuid-Afrika na het afschaffen van de apartheid. Per jaar vinden er in Zuid-Afrika zo'n 20.000 moorden plaats, waaronder een groot aantal zogenoemde boerderijmoorden. Volgens voorstanders van de doodstraf (vooral blanken) is het herinvoeren van de doodstraf de enige remedie tegen de almaar toenemende gewelddadigheden. Tegenstanders beweren dat er geen bewijs is dat de doodstraf het gewelddadige tij kan keren.